# Annie Awards
Pour les articles homonymes, voir Annie.
Les Annie Awards (litt. en français : Prix Annie) sont des récompenses du cinéma américain créées en 1972 et récompensant les films d'animation. La cérémonie annuelle est organisée par la section californienne de l'Association internationale du film d'animation (ASIFA-Hollywood).
Les prix remis à l'occasion de cette cérémonie sont considérés comme la distinction honorifique de référence dans le domaine de l'animation.
Le record du nombre d'Annie Awards pour une même production est détenu par la série d'animation Les Simpson qui en a récolté 26.

## Catégories

### Productions
- Meilleur film d'animation ;
- Meilleure production animée en vidéo ;
- Meilleur court métrage d'animation ;
- Meilleure publicité animée ;
- Meilleure production animée pour la télévision ;
- Meilleur jeu vidéo d'animation.

### Récompenses individuelles
- Meilleurs effets animés ;
- Meilleure animation de personnage pour la télévision ;
- Meilleure animation de personnage pour le cinéma ;
- Meilleur design de personnage pour la télévision ;
- Meilleur design de personnage pour le cinéma ;
- Meilleure réalisation pour la télévision ;
- Meilleure réalisation pour le cinéma ;
- Meilleure musique pour la télévision ;
- Meilleure musique pour le cinéma ;
- Meilleur design pour la télévision ;
- Meilleur design pour le cinéma ;
- Meilleurs storyboards pour la télévision ;
- Meilleurs storyboards pour le cinéma ;
- Meilleure performance vocale pour la télévision ;
- Meilleure performance vocale pour le cinéma ;
- Meilleur scénario pour la télévision ;
- Meilleur scénario pour le cinéma ;
- Meilleur montage pour le cinéma ;
- Meilleur montage pour la télévision, un DVD ou Internet.

### Récompenses spéciales
- Prix Winsor McCay en l'honneur de Winsor McCay pour les longues carrières dans l'animation ;
- Prix June Foray en l'honneur de June Foray pour une contribution bénévole ou indirecte au monde de l'animation ;
- Prix Ub Iwerks en l'honneur d'Ub Iwerks pour une contribution technique avec un impact significatif pour l'industrie de l'animation ;
- Special Achievement in Animation ;
- Certificates of Merit.

## Les cérémonies
| Édition  | Date             | Année(s) honorée(s) | Meilleur film                                 | Présentateur[réf. nécessaire]                   | Lieu                                  |
| -------- | ---------------- | ------------------- | --------------------------------------------- | ----------------------------------------------- | ------------------------------------- |
| 1re      | —                | 1972                | —                                             | Grim Natwick                                    | Sportsmen's Lodge (en), Studio City   |
| 2e       | —                | 1973                | —                                             | Mel Blanc                                       | —                                     |
| 3e       | —                | 1974                | —                                             | Roger Ebert                                     | —                                     |
| 4e       | —                | 1975                | —                                             | Sherman Brothers                                | —                                     |
| 5e       | —                | 1976                | —                                             | Woody Allen                                     | —                                     |
| 6e       | —                | 1977                | —                                             | Henry Gibson                                    | —                                     |
| 7e       | —                | 1978                | —                                             | Jo Anne Worley                                  | —                                     |
| 8e       | —                | 1979                | —                                             | Lily Tomlin et Richard Dawson                   | —                                     |
| 9e       | —                | 1980                | —                                             | Paul Winchell                                   | —                                     |
| 10e      | —                | 1981                | —                                             | Casey Kasem                                     | —                                     |
| 11e      | —                | 1982                | —                                             | Eartha Kitt                                     | —                                     |
| 12e      | —                | 1983                | —                                             | Ken Sansom (en)                                 | —                                     |
| 13e      | —                | 1984                | —                                             | Phil Harris et Brock Peters                     | —                                     |
| 14e      | —                | 1985                | —                                             | David Ogden Stiers                              | —                                     |
| 15e      | —                | 1986                | —                                             | Michael J. Fox                                  | —                                     |
| 16e      | —                | 1987                | —                                             | Steven Bednarski (en)                           | —                                     |
| 17e      | —                | 1988                | —                                             | Tim Curry                                       | —                                     |
| 18e      | —                | 1990                | —                                             | Robin Williams                                  | —                                     |
| 19e      | —                | 1991                | —                                             | Christopher Plummer                             | —                                     |
| 20e (en) | 14 novembre 1992 | 1991-1992           | La Belle et la Bête                           | George Carlin                                   | ATAS Plaza Théâtre                    |
| 21e (en) | 5 novembre 1993  | 1992-1993           | Aladdin                                       | E.G. Daily                                      | ATAS Plaza Théâtre                    |
| 22e (en) | 12 novembre 1994 | 1993-1994           | Le Roi Lion                                   | Janice Kawaye                                   | ATAS Plaza Théâtre                    |
| 23e (en) | 11 novembre 1995 | 1994-1995           | Pocahontas : Une légende indienne             | Jim Cummings et Corey Burton                    | ATAS Plaza Théâtre                    |
| 24e (en) | 10 novembre 1996 | 1995-1996           | Toy Story                                     | Leonard Maltin                                  | Centre de conférence de Pasadena (en) |
| 25e (en) | 16 novembre 1997 | 1996-1997           | Dany, le chat superstar                       | Gary Owens                                      | Centre de conférence de Pasadena (en) |
| 26e (en) | 13 novembre 1998 | 1997-1998           | Mulan                                         | Jay Thomas                                      | Théâtre Alex (en)                     |
| 27e      | 6 novembre 1999  | 1998-1999           | Le Géant de fer                               | Cathy Cavadini                                  | Théâtre Alex (en)                     |
| 28e (en) | 11 novembre 2000 | 1999-2000           | Toy Story 2                                   | Rob Paulsen et Maurice LaMarche                 | Théâtre Alex (en)                     |
| 29e      | 10 novembre 2001 | 2000-2001           | Shrek                                         | Billy West                                      | Théâtre Alex (en)                     |
| 30e (en) | 1er février 2003 | 2002                | Le Voyage de Chihiro                          | Steve Marmel (en)                               | Théâtre Alex (en)                     |
| 31e (en) | 7 février 2004   | 2003                | Le Monde de Nemo                              | Steve Marmel (en)                               | Théâtre Alex (en)                     |
| 32e (en) | 30 janvier 2005  | 2004                | Les Indestructibles                           | Tom Kenny                                       | Théâtre Alex (en)                     |
| 33e (en) | 4 février 2006   | 2005                | Wallace et Gromit : Le Mystère du lapin-garou | Tom Kenny                                       | Théâtre Alex (en)                     |
| 34e (en) | 11 février 2007  | 2006                | Cars                                          | Tom Kenny                                       | Théâtre Alex (en)                     |
| 35e (en) | 8 février 2008   | 2007                | Ratatouille                                   | Tom Kenny                                       | Hall Royce (en)                       |
| 36e (en) | 30 janvier 2009  | 2008                | Kung Fu Panda                                 | Tom Kenny                                       | Hall Royce (en)                       |
| 37e      | 6 février 2010   | 2009                | Là-haut                                       | William Shatner                                 | Hall Royce (en)                       |
| 38e      | 5 février 2011   | 2010                | Dragons                                       | Tom Kenny                                       | Hall Royce (en)                       |
| 39e      | 4 février 2012   | 2011                | Rango                                         | Patton Oswalt                                   | Hall Royce (en)                       |
| 40e      | 2 février 2013   | 2012                | Les Mondes de Ralph                           | Leonard Maltin, Rob Paulsen et Maurice LaMarche | Hall Royce (en)                       |
| 41e      | 1er février 2014 | 2013                | La Reine des neiges                           | Patrick Warburton                               | Hall Royce (en)                       |
| 42e      | 31 janvier 2015  | 2014                | Dragons 2                                     | Grey Griffin                                    | Hall Royce (en)                       |
| 43e (en) | 6 février 2016   | 2015                | Vice-versa                                    | Jason Marsden                                   | Hall Royce (en)                       |
| 44e      | 4 février 2017   | 2016                | Zootopie                                      | Stephanie Sheh (en)                             | Hall Royce (en)                       |
| 45e (en) | 3 février 2018   | 2017                | Coco                                          | Tom Kane                                        | Hall Royce (en)                       |
| 46e      | 2 février 2019   | 2018                | Spider-Man: New Generation                    | Daran Norris                                    | Hall Royce (en)                       |
| 47e      | 25 janvier 2020  | 2019                | Klaus                                         | Sans présentateur                               | Hall Royce (en)                       |
| 48e      | 16 avril 2021    | 2020                | Soul                                          | Sans présentateur                               | Cérémonie virtuelle                   |
| 49e      | 12 mars 2022     | 2021                | Les Mitchell contre les machines              | Sans présentateur                               | Cérémonie virtuelle                   |
| 50e (en) | 17 janvier 2023  | 2022                | Pinocchio (Guillermo del Toro's Pinocchio)    | —                                               | Hall Royce                            |
| 51e (en) | 17 février 2024  | 2023                | Spider-Man: Across the Spider-Verse           | —                                               | Hall Royce                            |

## Sources et références
Source
- (en) Cet article est partiellement ou en totalité issu de l’article de Wikipédia en anglais intitulé « List of Annie Awards ceremonies » (voir la liste des auteurs).

Références
1. ↑  (en) « Annie Awards », sur Internet Movie Database (IMDb) (consulté le 3 février 2023).
2. ↑  (en) « History: An Interview with June Foray », sur annieawards.org, 2023 (consulté le 3 février 2023).